# Category 5
Category 5 ist ein US-amerikanischer Katastrophenfilm von Rob King aus dem Jahr 2014. In den Hauptrollen sind Burt Reynolds, C. Thomas Howell und Lisa Sheridan zu sehen.

## Handlung
Der Film beginnt kurz vor der Katastrophe um den Hurrikan Katrina. Charlie will aus der Stadt flüchten und macht bei seinem Bruder Danny halt, um ihn ebenfalls zur Flucht zu überzeugen. Dieser weigert sich allerdings sein Haus zu verlassen und gemeinsam mit seiner Frau will er das Heim gegen Plünderer verteidigen. Charlie schafft es allerdings seinen Bruder zumindest davon zu überzeugen, dass er seine Nichte Victoria mitnehmen darf.
Jahre später wird klar, dass die Eltern von Victoria ihr Leben ließen. Sie besucht eine Highschool und belegt dort einen Meteorologie-Kurs. Aufgrund eines Vulkanausbruchs im Golf von Mexiko kündigt sich ein weiterer Sturm an. Victoria vermutet, dass dieser Sturm die Kategorie 5 erreichen könnte. Um die Bewohner rechtzeitig zu warnen, beschließt sie mit ihrem Freund Pete, an die Küste zu fahren, wo der Sturm erwartet wird, und exklusiv darüber zu berichten.
Da der Vater von Charlie in dieser Region wohnt und auf Anrufe nicht reagiert, fährt Charlie zu seinem Vater, um ihn zu warnen. Sein rebellierender Sohn Ethan schließt ein Auto kurz und folgt ihm. Mutter Ellie folgt ihrer Familie, als sie das realisiert. Beim Großvater angekommen ist dieser gerade dabei sein Haus sturmfest zu machen und weigert sich, es zu verlassen. Währenddessen beginnen Victoria und Pete in der Nähe der Küste mit ersten Reportagen.
Weil die Vögel vor dem Sturm fliehen, beschließt Pops nun doch, das Haus zu verlassen. Die Familie flüchtet auf höher gelegenes Terrain um eventuellen Hochwasser zu entkommen. Sie suchen in einem Haus Unterschlupf. Dabei wird Pops vom Hausbesitzer angeschossen, da dieser denkt, es handle sich bei Familie DuPuis um Plünderer. Außerdem ist der Sohn der feindseligen Familie unter einem Balken begraben. Vereint schaffen sie es den Jungen zu befreien, dabei wird allerdings dessen Vater vom Sturm erfasst. Die Überlebenden fliehen in den Keller.
Victoria verliert aufgrund des Sturms die Kontrolle über den Wagen. Da ihr Professor die Schul-Reportage auch auf dem öffentlichen Fernsehen und Radio veröffentlicht, bekommt auch Charlie mit, was seine Nichte treibt. Gemeinsam mit Sohn Ethan können sie die beiden retten.

## Rezeption
„Klischeehafter (Fernseh-)Katastrophenfilm mit ausnehmend schlechten Tricks und lachhaften Dialogen. Die sich um keine Logikfehler scherende Inszenierung findet im gleichgültigen Spiel der Darsteller ein adäquates Gegenüber.“

„Es stimmt traurig, Altstar Burt Reynolds („Beim Sterben ist jeder der erste“, „Boogie Nights“), der seit einigen Jahren von Herz- und Finanzproblemen geplagt ist, in trägem Trash wie diesem zu erleben.“

„Ein laues Lüftchen mit einigen guten Momenten.“

Insgesamt fielen die Kritiken negativ aus. Zumeist wurden die schwachen CGI-Effekte angeprangert.
Im Popcornmeter, der Zuschauerwertung auf Rotten Tomatoes, hat der Film aufgrund zu weniger Abstimmungen keine Wertung. In der Internet Movie Database hat der Film bei über 337 Stimmabgaben eine Wertung von 3,9 von 10,0 möglichen Sternen (Stand: Dezember 2024).